# Cueva Imawarí Yeutá
Imawarí Yeutá (en pemón: "la cueva donde habitan los dioses de la montaña") es una cueva que se localiza en el valle de kamarata y kavanayén auyán-tepuy, parroquia Santa Elena de Uairén, parque nacional Canaima, Municipio Gran Sabana, estado Bolívar, Venezuela.

## Historia
Fue descubierta en el año 2011 por el piloto venezolano Raúl Arias, y explorada dos años luego por el espeleólogo Freddy Vergara con su equipo de 14 acompañantes.En el recorrido pudieron llegar a los 15 km de longitud y bajaron 280 metros desde el acceso hasta el final de su recorrido, pero según los cálculos de su explorador tiene aproximadamente 25 km de longitud y está a una altitud de 1500 m s. n. m.

## Características
Cuenta con muchas entradas de aire, estalactitas y estalagmitas coloridas, agua mineral pura, cascadas de 70 metros de altura       salas que miden 130 metros de ancho por 200 metros de largo y cuenta con túneles que conectan con la cueva entera.
Sus salas, cámaras y galerías de colores azulados, rojizos, morados y blancos fueron causados por la mineralización, la fauna y flora aislada de los tepuyes solo se da en esta cueva, entre las especies encontradas en esta cueva pudieron hallar en una sala llamada Saúl Gutíerrez un guácharo que mostraba un comportamiento bastante atípico, esto debido a que anidaba en el suelo, cueva llega a ser la formación geológica más antigua del mundo, con formaciones de entre 2 000 y 5 000 millones de años, sin dudarlo los científicos dicen que este es el génesis del planeta.

## Origen
Esta no es una formación común, esta es una  cueva de cuarcita una roca resistente a la erosión, sin embargo, fue por la acción de las bacterias extremofilas (bacterias que viven en condiciones extremas) estas trabajaron de cierta forma que lograron debilitar el núcleo de la cuarcita hasta arenizarla.

## Nombre Indígena
El nombre de la cueva designa una especie de espíritu protector de la montaña de la etnia pemón